# Kid Ink
Pour les articles homonymes, voir Ink.
Kid Ink, de son vrai nom Brian Todd Collins, né le 1er avril 1986 à Los Angeles, en Californie, est un rappeur, auteur-compositeur-interprète, et réalisateur artistique américain. Il est actuellement signé au label RCA Records,,. Il publie initialement un album indépendant intitulé Up and Away, suivi d'un EP intitulé Almost Home, et de son deuxième album My Own Lane. Ce dernier contient les singles Show Me, Iz U Down et Main Chick. Le 3 février 2015, il publie son troisième album Full Speed, qui contient les singles Body Language, Hotel et Be Real. Le 25 décembre 2015, il publie par surprise son quatrième album Summer In The Winter, avec le single Promise pour le promouvoir.

## Biographie

### Débuts, mixtapes diverses etUp and Away(2008–2012)
Kid Ink commence sa carrière dans le milieu du hip-hop à partir de 2008. Après des années de production musicale, Ink choisit de devenir rappeur à l'âge de 22 ans.
En février 2010, il publie sa première mixtape, World Tour, sous le nom de Rockstar et non pas sous le nom de Kid Ink. Cette mixtape ne connait pas un grand succès malgré les nombreux titres qu'elle contient. Une deuxième mixtape est publiée en novembre 2010, et intitulée Crash Landing. Cette mixtape, qui comprend des featurings de Meek Mill, de Gudda Gudda ou de Ty Dolla Sign lui apporte le succès. Elle est appréciée par la critique et devient l'une des plus téléchargées sur Internet. En 2011, il publie sa troisième mixtape, Daydreamer, qui connaît rapidement le succès avec plus de 150 000 téléchargements en une semaine sur Internet, avec des featurings de Sean Kingston ou de Tory Lanez. Le titre I Just Want It All connaît un grand succès. Toujours en 2011, il publie sa quatrième mixtape intitulée Wheels Up qui fait notamment participer 2 Chainz, Nipsey Hussle, et Tyga.
Le 12 juin 2012, Kid Ink publie son premier album indépendant intitulé Up and Away. Cet album ne comprend aucun featuring, mais des titres très dance comme Walk in the Club ou Rumpshaker.
Les titres les plus populaires de cet album sont Time of Your Life et Hell and Back,. Le 21 novembre 2012, il publie une cinquième mixtape, intitulée Rocketshipshawty, contenant le titre Bad Ass. Il fera aussi le titre What They Doin avec le rappeur de Los Angeles YG. Il s'agit de la première fois que le célèbre producteur de Los Angeles DJ Mustard fait un titre pour Kid Ink avec Last Time.

### RCA,Almost Home,My Own Laneet6emixtape (2013–2014)
Le 4 janvier 2013, il annonce sa signature avec le label RCA Records et publie son premier single chez une major Bad Ass, en featuring avec Meek Mill et Wale, produit par Devin Cruise,. La chanson est publiée le 22 janvier 2013. Elle est diffusée aux États-Unis sur la radio Rhythm Crossover le 26 février 2013. Elle atteint, depuis, la 90e place du Billboard Hot 100 et la 27e place des Hot R&B/Hip-Hop Songs. Le 14 mai 2013, il annonce un nouvel EP intitulé Almost Home pour le 28 mai 2013. Il fait participer French Montana, Wale, Meek Mill, ASAP Ferg et Rico Love. À sa sortie , le EP se classe à la 27• place. sur le Billboard 200. Il produit aussi le single Money and the Power, la bande-son de la série Hard Knocks sur HBO, et du jeu vidéo NBA Live 14. Le 17 septembre 2013, il publie le premier single de son deuxième album My Own Lane, intitulé Show Me en featuring avec Chris Brown et produit par DJ Mustard,. Le 4 novembre 2013, il révèle la sortie de My Own Lane pour le 7 janvier 2014. Le 27 août 2014, il publie une sixième mixtape, intitulée Batgang 4B's. Dans cette mixtape, il y a beaucoup de collaborations avec les rappeurs de son crew, le Batgang ainsi que d'autres rappeurs comme Ty Dolla Sign ou Jeremih. Seulement deux morceaux solo de Kid Ink sont présents sur cette mixtape. Kid Ink ne fera aucun clip de chansons de la mixtape.

### Full SpeedetSummer In The Winter(depuis 2015)
Le 3 février 2015, Kid Ink publie son troisième album intitulé Full Speed comprenant des titres comme Body Language avec Usher et Tinashe, Hotel avec Chris Brown ou Be Real avec Dej Loaf. Le 3 février 2015, il publie son nouvel album, Full Speed, classé premier du Billboard 200. Le 12 février 2015, Kid Ink publie la chanson Ride Out en featuring avec Tyga, Wale, YG, et Rich Homie Quan. Ce titre n'est autre que la bande originale officielle du film Fast and Furious 7 qui est publié le 1er avril en France et 3 avril aux États-Unis.
Le 25 décembre 2015, jour de Noël, Kid Ink publie un quatrième album, publié par surprise, intitulé Summer In The Winter avec pour invités Fetty Wap et Akon entre autres et DJ Mustard en tant que producteur exécutif. L'album s'annonce avec le trailer du clip de Blowin' Swishers Pt. II, le clip sort le même jour que l'album. Le premier single s'intitule Promises en featuring avec Fetty Wap.

### Retour en 2017
Le 3 février 2017, il apparaît sur le single Mayday de la chanteuse Shy’m et sort un EP intitulé 7 series.

## Vie privée
Kid Ink est en couple avec le mannequin Asiah Azante depuis 2002. Le couple s'est fiancé en juin 2015 et s'est marié en novembre 2016. Ils ont trois filles, nées respectivement en 2016, 2020 et 2024.

## Tournées
- 2012 : Up and Away Tour
- 2013 : Roll Up Tour en Europe, dont trois dates en France (2 et 3 décembre au Cabaret Sauvage, 9 décembre à la Laiterie à Strasbourg)
- 2014 : My Own Lane Tour, dont 7 dates en France (Lyon, Paris, Marseille, Nice, Lille, Bordeaux et Toulouse)
- 2015 : Full Speed Tour (date unique en France, au Zénith de Paris le 27 octobre)
- 2017: Up All Night Tour ( 15 mars à Paris )

## Discographie

### Albums studio
- 2012 : Up and Away
- 2014 : My Own Lane
- 2015 : Full Speed
- 2015 : Summer In The Winter
- 2021 : Alive

### EPs
- 2013 : Almost Home
- 2017 : 7 Series
- 2018: Missed Calls

### Mixtapes
- 2010 : World Tour (sous le nom de Rockstar)
- 2010 : Crash Landing
- 2011 : Daydreamer
- 2011 : Wheels Up
- 2012 : Rocketshipshawty
- 2014 : Batgang 4B's
- 2016 : RSS2

### Singles
- 2010 : Double Take (feat. Bei Major)
- 2010 : La La La
- 2011 : Lowkey Poppin
- 2011 : It's On
- 2011 : Hero
- 2011 : Blackout (feat. Meek Mill)
- 2011 : I Just Want It All
- 2011 : 360 (feat. Meek Mill & Tyga)
- 2011 : Live It Up (feat. Mann)
- 2011 : 100 % (feat. Kevin McCall & Chris Brown)
- 2011 : Get Mine (feat. Nipsey Hussle)
- 2011 : Never Change
- 2011 : What I Do
- 2012 : Time Of Your Life (Remix) (eat. Tyga & Chris Brown)
- 2012 : Lost in the Sauce
- 2012 : Neva Gave a Fuck
- 2012 : Drippin
- 2012 : Hell and Back
- 2012 : Firestorm
- 2012 : Poppin' Shit (feat. Los)
- 2012 : OG
- 2013 : Badass (feat. Wale & Meek Mill)
- 2013 : Money and the Power
- 2013 : Sunset
- 2013 : Bossin Up (feat. French Montana & A$AP Ferg)
- 2013 : Spaced Out
- 2013 : I Know Who You Are (feat. Casey Veggies)
- 2013 : Bossin' Up (Remix) (Kid Ink feat. Young Jeezy & YG)
- 2013 : City on My Back
- 2013 : My Own Lane
- 2013 : My Last
- 2013 : Just Do It
- 2013 : Show Me (feat. Chris Brown)
- 2013 : Main Chick (feat. Chris Brown)
- 2013 : No Miracles (feat. Elle Varner & MGK)
- 2013 : No Option (feat. King Los)
- 2013 : Iz U Down (feat. Tyga)
- 2013 : Gettin' Tho'd (feat. Paul Wall & YG)
- 2013 : Murda (feat. Pusha T)
- 2013 : More Than a King
- 2014 : Next (feat. Sevyn Streeter)
- 2014 : Feels Good To Be Up
- 2014 : Body Language (feat. Usher & Tinashe)
- 2014 : Cool Back
- 2014 : Blunted
- 2014 : Hello World
- 2015 : Hotel (feat. Chris Brown)
- 2015 :  Dolo (feat. R.Kelly)
- 2015 : Round here
- 2015 : About Mine
- 2015 : Diamonds and Gold (feat. Verse Simmonds)
- 2015 : POV
- 2015 : Faster
- 2015 : Like A Hott Boyy (feat. Young Thug & Bricc Baby Shitro)
- 2015 : Be Real (feat. DeJ Loaf)
- 2015 : Ride Out (Fast and Furious 7 Theme) (feat. Tyga, Wale, YG & Rich Homie Quan)
- 2015 : Imagine
- 2015 : Promise (feat. Fetty Wap)
- 2015 : Blowin' Swishers Pt. II (feat. Starrah)
- 2016 : Bank
- 2016 : Nasty (feat. Jeremih & Spice)
- 2016 : One Day
- 2017 : F with U (feat. Ty Dolla $ign)
- 2018 : Tell Somebody
- 2018 : One Time
- 2018 : Woop Woop
- 2018 : Big Deal
- 2019 : No Stones (feat.Casey Veggies)
- 2019 : Miami
- 2019 : Randy Mo$$
- 2019 : Bats Fly (feat.Rory Fresco)
- 2019 : Rich

### Singles collaboratifs
- When I Sleep (Lil Wayne feat. Kid ink & Ned Cameron)
- No Turning Back (L.A. Leakers feat. Kid Ink & Sir Michael Rocks)
- Pussy on My Mind (Bow Wow feat. Kid Ink)
- Gettin Tho'd (Paul Wall feat. Kid Ink & YG)
- Worth It (Fifth Harmony feat. Kid Ink)
- Simple (Treasure Davis feat. Kid Ink)
- Baby's In Love (Jamie Foxx ft. Kid Ink)
- I'm Up (Omarion feat. Kid Ink & French Montana)
- Pull Up (L.A. Leakers feat. Kid Ink, Iamsu! & Sage the Gemini)
- Ball Like This (L.A. Leakers ft. Kid Ink, Future & Wiz Khalifa)
- Mayday (Shy'm ft. Kid Ink)
- Us (Kid Ink feat. Elley Duhé)

## Vie privée
En février 2016, Kid Ink et sa compagne Asiah Azante sont devenus les parents d'une petite fille du nom de Aislin Parvaneh Collins[réf. nécessaire].
On peut apprendre lors de la chanson « No Miracles » que le père de Kid Ink était peu présent lorsque Kid Ink était encore enfant. Je cite « Son raised, though daddy wasn't home, word » ce qui signifie « Le fils a grandi même si le père n’était pas à la maison ».